# Cyrtosperma kokodense
Cyrtosperma kokodense là một loài thực vật có hoa trong họ Ráy (Araceae). Loài này được A.Hay mô tả khoa học đầu tiên năm 1988.